# Parco nazionale De Alde Feanen
Il parco nazionale De Alde Feanen (in olandese: Nationaal Park De Alde Feanen) è un parco nazionale situato in Frisia, nei Paesi Bassi.